# Phaulernis fulviguttella
Phaulernis fulviguttella — вид лускокрилих комах родини зонтичних молей (Epermeniidae).

## Поширення
Вид поширений у більшій частині Європи, на Кавказі, на Далекому Сході Росії та в Японії.

## Опис
Розмах крил 10-11 мм. Передні крила темно-червоні; пляма на спинці в напрямку торнусу, а інша в диску ззаду блідо-охристо-жовта. Задні крила темно-червоні. Личинка білувата; голова коричнева.

## Спосіб життя
Метелики літають у липні-серпні. Личинки живляться насінням Peucedanum, Angelica, Heracleum, Pimpinella та Ligusticum scoticum. Вид зимує на стадії лялечки в неміцному коконі на землі.